# ESports World Convention

Logo des Electronic Sports World Cup

Die eSports World Convention (bis 2016: Electronic Sports World Cup), kurz ESWC, ist eine, mit Ausnahme von 2009, jährlich stattfindende E-Sport-Veranstaltung. Auf Grund ihrer Größe und der Höhe des Preisgeldes galt sie in den 2000er-Jahren als eine der bedeutendsten und renommiertesten ihrer Art. Erstmaliger Veranstalter war das französische Unternehmen Games-Services Ltd. (ehemals Ligarena), heute gehört die Marke der Berliner Medienfirma Webedia GmbH. 

## Geschichte
Nachdem mit einer offiziellen Pressemitteilung am 20. Dezember 2002 die Veranstaltung ins Leben gerufen wurde, fand im Sommer 2003 das erste Grand Final in Paris statt. Um am ESWC teilnehmen zu können, muss man den Teilnahmeplatz bei einer Vorentscheidung, welche in der Regel auf einer LAN-Party in dem jeweiligen Heimatland des Teilnehmers stattfindet, gewonnen haben.
Bis 2008 fanden die Grand Finals jedes Jahr in Frankreich statt, am 5. Februar 2008 jedoch wurde bekannt gegeben, dass das Grand Final in diesem Jahr erstmals außerhalb, nämlich in San José, Kalifornien ausgetragen werden wird. In diesem Jahr fanden auch zum ersten Mal die ESWC Masters statt. Am 25. September 2008 gab das Komitee bekannt, dass das ESWC Grand Final 2009 wieder in der Heimat Paris-Bercy stattfinden wird.

### Insolvenz und Neuanfang
Im Dezember 2008 wurde die Partnerschaft mit dem Hauptsponsor, dem Chip-Hersteller Nvidia, gelöst. Nvidia war erst seit Februar 2008 fester Partner und Haupt-Geldgeber des ESWC und war maßgeblich für den Umzug des Grand Finals in die Vereinigten Staaten verantwortlich. Als Grund wurde die globale Finanzkrise genannt.
Nachdem am 20. März 2009 das Grand Final 2009 zunächst auf Grund der wirtschaftlichen Situation auf einen unbestimmten Zeitpunkt auf das Ende des Jahres verschoben worden war, reichte Games-Services am 30. März 2009 vor dem Pariser Handelsgericht Liquidation ein. Am 2. April 2009 wurden ob des Gerichtsbeschlusses alle Angestellten und Manager von ihren Aufgaben entbunden. Trotz der prekären Situation wurde im Mai 2009 das Masters of Cheonan unter der Flagge des ESWC veranstaltet.
Im August 2009 wurde die Marke „Electronic Sports World Cup“ für lediglich 50.000 € an den französischen Event-Veranstalter DIP Communication verkauft. Nachdem 2009 auf Grund der Insolvenz von Games-Services kein Wettbewerb ausgetragen wurde, gab der neue Eigentümer am 23. November 2009 eine Rückkehr des ESWC für das Jahr 2010 bekannt. Erstmals wird es neben PC-Spielen auch Austragungen für Konsolenspiele geben. Wenig später wurde mit dem französischen Automobilhersteller Peugeot auch ein neuer Hauptsponsor vorgestellt.

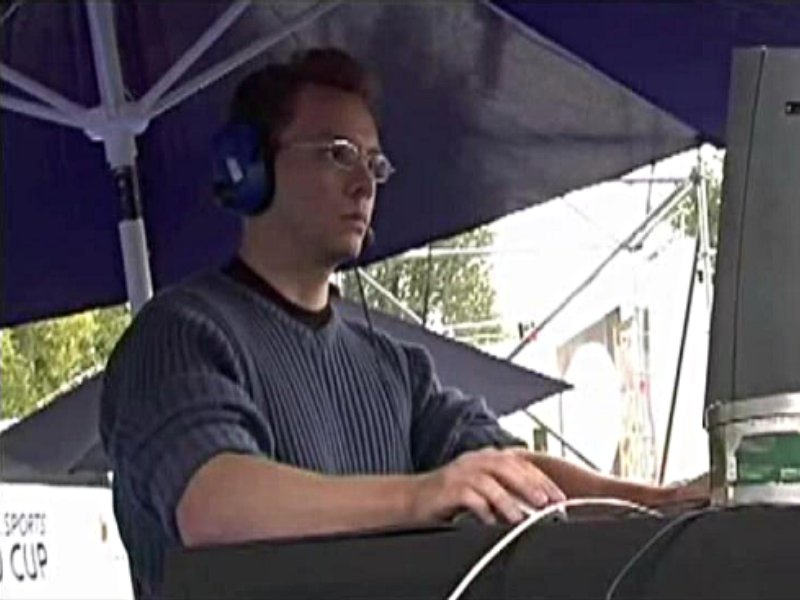
GitzZz beim UT 2004-Finale des ESWC 2004

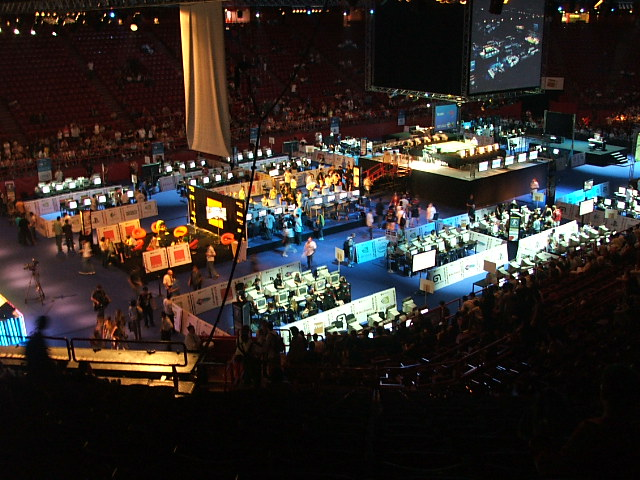
Der Electronic Sports World Cup 2006

### Umbenennung   und Übernahme durch die Webedia Group
Die ESWC tritt seit 2016 unter dem Namen eSports World Convention auf. Im gleichen Jahr wurde die ESWC von der Webedia GmbH aus Berlin übernommen.